# Santuario di Diana Planciana
Il santuario di Diana Planciana era un tempio di Roma, situato tra il Quirinale e il Viminale, all'inizio del Vicus Longus, come documentato in un'epigrafe.
Venne forse edificato dall'edile curule Gneo Plancio (da cui l'appellativo della dea) dopo il 55 a.C. ma sono stati proposti come costruttori anche Lucio Munazio Planco e Marco Plancio Varo. Alla dea era anche stata dedicata una statua in prossimità del santuario.